# Bundestagswahlkreis Bad Kissingen
Der Wahlkreis Bad Kissingen (Wahlkreis 247; bis zur Bundestagswahl 2021 Wahlkreis 248) ist seit 1949 ein Bundestagswahlkreis in Bayern. Er umfasst die Landkreise Bad Kissingen, Haßberge und Rhön-Grabfeld. Der Wahlkreis wurde bisher bei allen Bundestagswahlen von den Direktkandidaten der CSU gewonnen.

## Wahlergebnisse

### Bundestagswahl 2025
Zur Bundestagswahl 2025 am 23. Februar wurden 17 Landeslisten und 8 Direktkandidaten zugelassen, wobei die AfD verpasst hat ihren Direktkandidaten fristgerecht anzumelden.
| Kandidaten                               | Kandidaten                        | Parteien/Listen     | Erststimmen | Erststimmen | Zweitstimmen | Zweitstimmen |
| Kandidaten                               | Kandidaten                        | Parteien/Listen     | Stimmen     | %           | Stimmen      | %            |
| ---------------------------------------- | --------------------------------- | ------------------- | ----------- | ----------- | ------------ | ------------ |
|                                          | Dorothee Bärgewählt im WK         | CSU                 | 87.357      | 50,5        | 75.099       | 41,8         |
|                                          | Sabine Dittmar                    | SPD                 | 25.127      | 14,5        | 17.374       | 9,7          |
|                                          | Christian Ruser                   | GRÜNE               | 10.616      | 6,1         | 13.320       | 7,4          |
|                                          | Karl Schenk Graf von Stauffenberg | FDP                 | 8.443       | 4,9         | 6.462        | 3,6          |
|                                          | –                                 | AfD                 | –           | –           | 41.399       | 23,0         |
|                                          | Frank Helmerich                   | FREIE WÄHLER        | 22.295      | 12,9        | 8.052        | 4,5          |
|                                          | Florian Beck                      | Die Linke           | 9.962       | 5,8         | 8.239        | 4,6          |
|                                          | –                                 | dieBasis            | –           | –           | 697          | 0,4          |
|                                          | –                                 | Tierschutzpartei    | –           | –           | 1.261        | 0,7          |
|                                          | –                                 | Die PARTEI          | –           | –           | 671          | 0,4          |
|                                          | Michaela Reinhard                 | ÖDP                 | 2.239       | 1,3         | 621          | 0,3          |
|                                          | –                                 | BP                  | –           | –           | 226          | 0,1          |
|                                          | –                                 | Volt                | –           | –           | 717          | 0,4          |
|                                          | –                                 | PdH                 | –           | –           | 112          | 0,1          |
|                                          | –                                 | MLPD                | –           | –           | 34           | 0,0          |
|                                          | Michael Kaiser                    | BÜNDNIS DEUTSCHLAND | 6.880       | 4,0         | 284          | 0,2          |
|                                          | –                                 | BSW                 | –           | –           | 5.247        | 2,9          |
| Gesamt                                   | Gesamt                            | Gesamt              | 172.919     | 100         | 179.815      | 100          |
|                                          |                                   |                     |             |             |              |              |
| Ungültige Stimmen                        | Ungültige Stimmen                 | Ungültige Stimmen   | 7.630       | 4,2         | 734          | 0,4          |
| Wähler                                   | Wähler                            | Wähler              | 180.549     | 85,8        | 180.549      | 85,8         |
| Wahlberechtigte                          | Wahlberechtigte                   | Wahlberechtigte     | 210.364     |             | 210.364      |              |
|                                          |                                   |                     |             |             |              |              |
| Quellen: Die Bundeswahlleiterin, Stimmen |                                   |                     |             |             |              |              |

Kursive Direktkandidaten kandidieren nicht für die Landesliste, kursive Parteien treten ohne Landesliste an.

### Bundestagswahl 2021
Zur Bundestagswahl 2021 am 26. September wurden 11 Direktkandidaten und 26 Landeslisten zugelassen.
| Kandidaten                               | Kandidaten                        | Parteien/Listen      | Erststimmen | Erststimmen | Zweitstimmen | Zweitstimmen |
| Kandidaten                               | Kandidaten                        | Parteien/Listen      | Stimmen     | %           | Stimmen      | %            |
| ---------------------------------------- | --------------------------------- | -------------------- | ----------- | ----------- | ------------ | ------------ |
|                                          | Dorothee Bärgewählt im WK         | CSU                  | 67.458      | 39,1        | 65.063       | 37,6         |
|                                          | Sabine Dittmar                    | SPD                  | 32.844      | 19,0        | 30.540       | 17,6         |
|                                          | Freia Lippold-Eggen               | AfD                  | 17.130      | 9,9         | 18.434       | 10,6         |
|                                          | Karl Schenk Graf von Stauffenberg | FDP                  | 12.206      | 7,1         | 15.211       | 8,8          |
|                                          | Manuela Rottmann                  | GRÜNE                | 16.467      | 9,5         | 15.874       | 9,2          |
|                                          | Claus Scheeres                    | DIE LINKE            | 4.475       | 2,6         | 4.820        | 2,8          |
|                                          | Frank Helmerich                   | FREIE WÄHLER         | 14.102      | 8,2         | 12.639       | 7,3          |
|                                          | Michaela Reinhard                 | ÖDP                  | 1.266       | 0,7         | 777          | 0,4          |
|                                          | -                                 | Tierschutzpartei     | –           | –           | 1.862        | 1,1          |
|                                          | -                                 | BP                   | –           | –           | 476          | 0,3          |
|                                          | Sonja Johannes                    | Die PARTEI           | 2.438       | 1,4         | 1.416        | 0,8          |
|                                          | -                                 | PIRATEN              | –           | –           | 558          | 0,3          |
|                                          | –                                 | NPD                  | –           | –           | 204          | 0,1          |
|                                          | –                                 | V-Partei³            | –           | –           | 162          | 0,1          |
|                                          | –                                 | Gesundheitsforschung | –           | –           | 263          | 0,2          |
|                                          | -                                 | MLPD                 | –           | –           | 20           | 0,0          |
|                                          | –                                 | DKP                  | –           | –           | 25           | 0,0          |
|                                          | Marco Garnache                    | dieBasis             | 3.783       | 2,2         | 3.355        | 1,9          |
|                                          | –                                 | Bündnis C            | –           | –           | 143          | 0,1          |
|                                          | –                                 | III. Weg             | –           | –           | 149          | 0,1          |
|                                          | -                                 | du.                  | –           | –           | 109          | 0,1          |
|                                          | -                                 | LKR                  | –           | –           | 32           | 0,0          |
|                                          | -                                 | Die Humanisten       | –           | –           | 113          | 0,1          |
|                                          | –                                 | Team Todenhöfer      | –           | –           | 206          | 0,1          |
|                                          | -                                 | UNABHÄNGIGE          | –           | –           | 418          | 0,2          |
|                                          | –                                 | Volt                 | –           | –           | 236          | 0,1          |
|                                          | Michael Kaiser                    | Einzelbewerber       | 371         | 0,2         | –            | –            |
| Gesamt                                   | Gesamt                            | Gesamt               | 172.540     | 100         | 173.105      | 100          |
|                                          |                                   |                      |             |             |              |              |
| Ungültige Stimmen                        | Ungültige Stimmen                 | Ungültige Stimmen    | 1.624       | 0,9         | 1.059        | 0,6          |
| Wähler                                   | Wähler                            | Wähler               | 174.164     | 81,4        | 174.164      | 81,4         |
| Wahlberechtigte                          | Wahlberechtigte                   | Wahlberechtigte      | 214.061     |             | 214.061      |              |
|                                          |                                   |                      |             |             |              |              |
| Quellen: Die Bundeswahlleiterin, Stimmen |                                   |                      |             |             |              |              |

### Bundestagswahl 2017
Zur Bundestagswahl 2017 am 24. September wurden 7 Direktkandidaten und 21 Landeslisten zugelassen.
| Direktkandidat    | Partei               | Erststimmen in % | Zweitstimmen in % |
| ----------------- | -------------------- | ---------------- | ----------------- |
| Dorothee Bär      | CSU                  | 51,1             | 44,6              |
| Sabine Dittmar    | SPD                  | 19,1             | 15,8              |
| Manuela Rottmann  | GRÜNE                | 7,1              | 6,7               |
| Nicolas Thoma     | FDP                  | 5,6              | 8,9               |
| Andrea Klingen    | AfD                  | 10,5             | 11,6              |
| Frank Hertel      | LINKE                | 5,4              | 5,9               |
| -                 | FREIE WÄHLER         | -                | 2,4               |
| -                 | PIRATEN              | -                | 0,4               |
| Michaela Reinhard | ÖDP                  | 1,2              | 0,6               |
| -                 | BP                   | -                | 0,3               |
| -                 | NPD                  | -                | 0,5               |
| -                 | Tierschutzpartei     | -                | 0,8               |
| -                 | MLPD                 | -                | 0,0               |
| -                 | Büso                 | -                | 0,0               |
| -                 | BGE                  | -                | 0,1               |
| -                 | DiB                  | -                | 0,1               |
| -                 | DKP                  | -                | 0,0               |
| -                 | DM                   | -                | 0,2               |
| -                 | Die PARTEI           | -                | 0,6               |
| -                 | Gesundheitsforschung | -                | 0,2               |
| -                 | V-Partei³            | -                | 0,2               |

### Bundestagswahl 2013
| Direktkandidat      | Partei       | Erststimmen in % | Zweitstimmen in % |
| ------------------- | ------------ | ---------------- | ----------------- |
| Dorothee Bär        | CSU          | 57,9             | 53,9              |
| Sabine Dittmar      | SPD          | 19,9             | 18,2              |
| Erhard Stubenrauch  | FDP          | 2,9              | 4,8               |
| Hans-Josef Fell     | GRÜNE        | 7,9              | 6,4               |
| Stefan Bannert      | Die Linke    | 4,5              | 4,5               |
| Benjamin Wildenauer | PIRATEN      | 2,3              | 1,9               |
| Horst Fuchs         | NPD          | 1,8              | 1,3               |
| –                   | ÖDP          | –                | 0,7               |
| –                   | AfD          | –                | 3,2               |
| Christine Wehe      | Freie Wähler | 2,8              | 2,7               |
|                     | Sonstige     | –                | 2,3               |

### Bundestagswahl 2009
| Direktkandidat      | Partei                | Erststimmen in % | Zweitstimmen in % | Bundestagswahl 2005 Zweitstimmen in % |
| ------------------- | --------------------- | ---------------- | ----------------- | ------------------------------------- |
| Dorothee Bär        | CSU                   | 53,7             | 47,3              | 53,1                                  |
| Susanne Kastner     | SPD                   | 17,9             | 14,8              | 21,8                                  |
| Hans-Josef Fell     | Bündnis 90/Die Grünen | 9,2              | 7,8               | 5,6                                   |
| Adelheid Zimmermann | FDP                   | 8,5              | 13,8              | 9,2                                   |
| -                   | REP                   | -                | 1,0               | 1,6                                   |
| Stefan Bannert      | Die Linke             | 8,2              | 8,6               | 4,9                                   |
| Johannes Hühnlein   | NPD                   | 2,1              | 1,6               | 1,9                                   |
| -                   | PBC                   | -                | 0,2               | 0,3                                   |
| -                   | BP                    | -                | 0,3               | 0,2                                   |
| -                   | PIRATEN               | -                | 1,7               | -                                     |
| -                   | ödp                   | -                | 0,8               | -                                     |
| -                   | BüSo                  | -                | 0,0               | 0,0                                   |
| -                   | FAMILIE               | -                | 0,8               | 0,7                                   |
| -                   | MLPD                  | -                | 0,0               | 0,1                                   |
| -                   | Die Tierschutzpartei  | -                | 0,5               | -                                     |
| -                   | RRP                   | -                | 0,4               | -                                     |
| -                   | CM                    | -                | 0,1               | 0,0                                   |

## Wahlkreissieger seit 1949
| Wahl | Name           | Partei |
| ---- | -------------- | ------ |
| 1949 | Gustav Fuchs   | CSU    |
| 1953 | Gustav Fuchs   | CSU    |
| 1957 | Gustav Fuchs   | CSU    |
| 1961 | Alex Hösl      | CSU    |
| 1965 | Alex Hösl      | CSU    |
| 1969 | Alex Hösl      | CSU    |
| 1972 | Alex Hösl      | CSU    |
| 1976 | Alex Hösl      | CSU    |
| 1980 | Eduard Lintner | CSU    |
| 1983 | Eduard Lintner | CSU    |
| 1987 | Eduard Lintner | CSU    |
| 1990 | Eduard Lintner | CSU    |
| 1994 | Eduard Lintner | CSU    |
| 1998 | Eduard Lintner | CSU    |
| 2002 | Eduard Lintner | CSU    |
| 2005 | Eduard Lintner | CSU    |
| 2009 | Dorothee Bär   | CSU    |
| 2013 | Dorothee Bär   | CSU    |
| 2017 | Dorothee Bär   | CSU    |
| 2021 | Dorothee Bär   | CSU    |

## Wahlkreisgeschichte
| Wahl      | Wahlkreisname     | Gebiet |
| --------- | ----------------- | --- |
| 1949      | 37 Bad Kissingen  | Stadt Bad Kissingen, Landkreis Bad Kissingen, Landkreis Ebern, Landkreis Haßfurt, Landkreis Hofheim, Landkreis Königshofen, Landkreis Mellrichstadt                                      |
| 1953–1961 | 232 Bad Kissingen | Stadt Bad Kissingen, Landkreis Bad Kissingen, Landkreis Ebern, Landkreis Haßfurt, Landkreis Hofheim, Landkreis Königshofen, Landkreis Mellrichstadt                                      |
| 1965–1972 | 234 Bad Kissingen | Stadt Bad Kissingen, Landkreis Bad Kissingen, Landkreis Ebern, Landkreis Haßfurt, Landkreis Hofheim, Landkreis Königshofen, Landkreis Mellrichstadt, Landkreis Bad Neustadt an der Saale |
| 1976–1998 | 234 Bad Kissingen | Landkreis Bad Kissingen, Landkreis Rhön-Grabfeld, Landkreis Haßberge |
| 2002–2005 | 249 Bad Kissingen | Landkreis Bad Kissingen, Landkreis Rhön-Grabfeld, Landkreis Haßberge |
| 2009–2021 | 248 Bad Kissingen | Landkreis Bad Kissingen, Landkreis Rhön-Grabfeld, Landkreis Haßberge |
| 2025–     | 247 Bad Kissingen | Landkreis Bad Kissingen, Landkreis Rhön-Grabfeld, Landkreis Haßberge |